# Defiance (computerspel)
Defiance is een actierollenspel in het genre MMOG dat werd ontwikkeld door Trion Worlds en uitkwam in 2013. Het spel vindt plaats op een terragevormde aarde in de toekomst, en is uitgekomen voor Windows, PlayStation 3, en Xbox 360. Het kwam ook uit op Steam.

## Gameplay
De spelkarakters zijn afkomstig van vier oorsprongen; Veterans, Outlaws, Machinists, of Survivalists, en hebben elk hun specifieke eigenschappen in het spel. Spelers kunnen kiezen om te spelen als mens, een 'Irathient' (mensachtig buitenaards wezen), of als het 'Castithan'-ras via downloadbare inhoud.

## Ontvangst
Defiance werd gemengd ontvangen in recensies en kreeg op aggregatiewebsite Metacritic een gemiddelde score van 6,1. Op de website van GameRankings ontving het spel een gemiddelde van 6,2.